# Chinchón (juego de naipes)
El chinchón es un juego de naipes de 2 a 8 jugadores jugado en España, Argentina, Colombia, México, Paraguay, Uruguay, Cabo Verde y otros países. Es un juego de la familia del Gin Rummy (tal vez el origen de la palabra chinchón proceda del término "Gin"), aunque se juega con baraja española.El objetivo es quedarse con la menor cantidad de puntos, el primero que llegue a 100 pierde y también el primero que llega a -40 también  gana 
El juego recibe diferentes nombres dependiendo del idioma o la región: 
- En algunos lugares de España también lo llaman "chinchorro".
- En euskera y en criollo caboverdiano se le conoce como "txintxon".
- En Aragón se le conoce como "Rabino".
- En Uruguay y ciertas zonas del interior de Argentina (fuera de la Región Metropolitana de Buenos Aires y algunas zonas del interior del país) se lo conoce como "conga".[1]
- En Perú se le conoce como "golpe" o "golpeado".
- En Alicante se le conoce como "Martinchon" o "chinchonazo" / "chinchoneti".

## Objetivo del juego
El objetivo del juego es que un jugador forme el chinchón, una escalera de siete cartas consecutivas del mismo palo para ganar la partida. Otro objetivo es conseguir que el resto de los jugadores superen los puntos acordados (habitualmente 100 o -100) y el jugador quien se mantuvo entre esos números gana la partida.

## Baraja
El chinchón se juega habitualmente con la baraja española de 40 cartas utilizando el as de oro como comodín, pero también es posible jugarlo con 48 cartas (incluyendo ochos y nueves) o con 50 cartas (incluyendo 2 comodines). También es posible jugar con la baraja inglesa. Además puede encontrarse con una variante poco tradicional, en la que se utiliza más de un mazo, para cuando juegan de 6 a 8 jugadores.Se puede cortar con menos de 5, no importa las cartas que te sobren, lo importante es el valor.
Valor de las cartas
- Rey: 10 puntos
- Caballo: 9 puntos
- Sota: 8 puntos
- Resto de cartas: Su valor

### Comodines
El comodín puede hacer la función de cualquier otra carta de la baraja, aunque también se puede jugar sin comodín. Habitualmente el comodín es el as de oros,pero se puede utilizar el "joker" de la propia baraja. Nunca habrá más de 2 comodines por baraja. Se resta 25 puntos con dos comodines y 50 puntos con un solo comodín, por lo que es importante combinarlo. En otras variantes, ambos tienen un valor de 0 puntos.

## Combinaciones de cartas

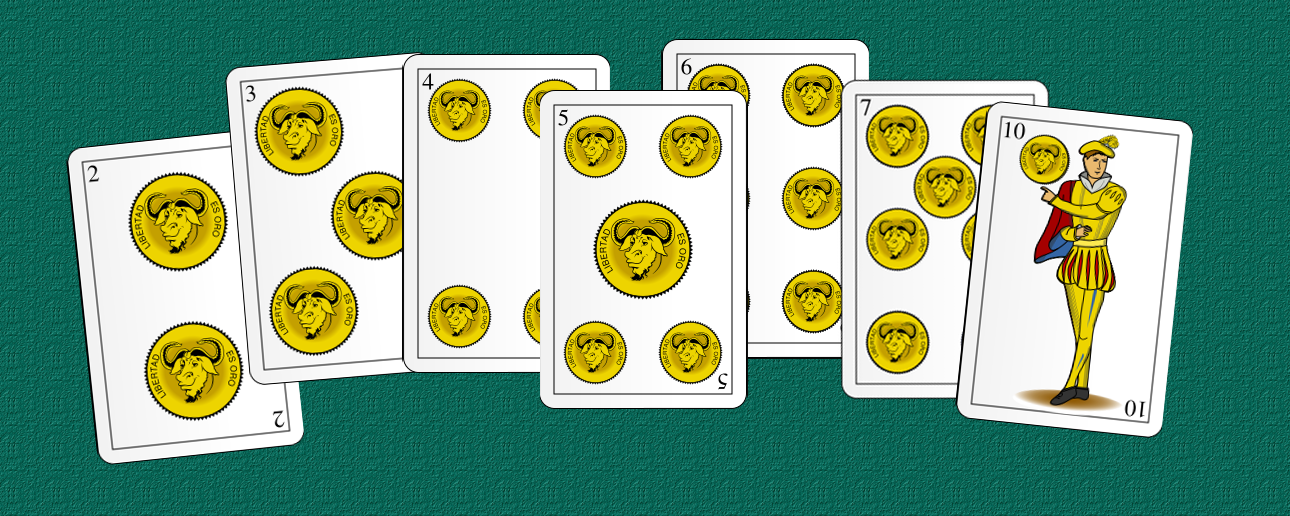
Un chinchón desde el 2 a la sota de oros.

Las combinaciones de cartas o "ligues" que pueden formarse son:
| Combinaciones | Descripción |
| ------------- | --- |
| Escalera      | Tres o más cartas del mismo palo consecutivas (variante más común). El as solo se puede combinar con el dos. Por ejemplo: - As de oros, 2 de oros y 3 de oros. - As de bastos, 2 de bastos, 3 de bastos y comodín (1 de oros). |
| Pieo trío     | Tres o cuatro cartas del mismo número. |
| Menos 10      | Cuatro cartas consecutivas y tres cartas consecutivas. |
| Chinchón      | Siete cartas consecutivas del mismo palo. |

## Desarrollo del juego
Se sacan en orden las cartas del mazo para repartir 7 a cada jugador y luego se quitan dos cartas que quedan arriba del mismo, el primer naipe se pone debajo de todo el mazo y al lado se ubica el siguiente boca arriba. También se pueden repartir 7 cartas excepto al que sea mano (la persona que está a la derecha del que reparte). A éste jugador le reparten 8 y una carta lo debe descartar y poner boca arriba. Quien reparte cartas puede optar además por poner directamente boca arriba la octava carta para arrancar a jugar.
En su turno, cada jugador puede:
1. Recoger una carta del mazo o recoger la última carta boca arriba de la mesa.
2. Descartar una carta de su mano o cerrar.

Puede descartar la carta que más le convenga, quedándose nuevamente con siete cartas. Si el mazo se termina, se vuelven a barajar todas las cartas de la mesa para volver a colocarlas.

### El cierre o corte
Para cerrar, todos los jugadores deben haber jugado una ronda completa.
Un jugador podrá cerrar si: 
1. Tiene 4 cartas combinadas y 3 cartas combinadas, se le descuentan diez puntos al jugador. Se cuenta restando como en matemática. Puede haber o no fase de descarte y finaliza la ronda.
2. Tiene 6 cartas combinadas y la carta restante es un 4, 3, 2 o as.[2]A continuación se pasa a la fase de descarte y se le suman 1, 2, 3 o 4 puntos en mano.
3. Tiene menos de 5 puntos en mano al momento de bajar (es obligatorio que la carta con la que se corta sea menor a 5). Si un jugador tiene 97, 98, 99 y 100 puntos, no puede cortar con 4, 3, 2 y 1 punto en mano respectivamente, ya que pierde el juego por pasarse de 100.
4. Tiene 6 cartas combinadas y los jugadores que no tengan alguna combinación podrán añadir cartas dependiendo la combinación que hizo el jugador que cortó. Los que perdieron pueden igualar o sumar puntos dependiendo las cartas que tenga.
5. Tiene chinchón, caso contrario el jugador que corta sin alguna combinación con un comodín o con un 5 o mayor puede sumar 50 puntos o más.

Variantes
- Hay variantes que no permiten tener una puntuación negativa o superar -10.
- En otras, hay que combinar todas las cartas para poder cerrar. No se puede cerrar con carta alguna en mano. [cita requerida]
- En caso de combinar 6 cartas, según la zona es posible cerrar con un 4 o inferior.
- Otra variante a la hora de cerrar/cortar es tener menos de 5 puntos en mano. No importa las cartas que te sobren, lo importante es el valor. [cita requerida]

### El descarte
Tras cerrar, todos los jugadores mostrarán por orden sus combinaciones. Si es posible, los jugadores procederán a "descartar" o acomodar sus naipes libres en los juegos de sus contrincantes, manteniendo la secuencia lógica de las combinaciones.
Por ejemplo, en caso de que una combinación tenga un comodín en uno de sus extremos, este equivaldrá a la carta que esté reemplazando.
No se podrá mover el comodín en caso de que otro jugador tenga una carta del valor para reemplazar.
A continuación, todos los jugadores suman puntos en las cartas que tengan en mano sin combinar.

### Chinchón
Si un jugador hace chinchón, gana directamente la partida. Si ha utilizado uno o dos comodines para crear la escalera, entonces restará 50 o 25 puntos respectivamente. En otras variantes, tienen un valor de 0 puntos.

### Final de la partida
La partida termina cuando el resto de los jugadores han superado el límite de puntos (normalmente 100 o -100) y el jugador que se mantuvo entre esos números o formó chinchón gana la partida. 
Los jugadores pueden hacer uso del lenguaje oral, siempre y cuando sea para beneficiar la continuación del juego. En caso de engaño (denominado fraude) se aplicará la norma acordada por los jugadores.

### Reenganche
Cuando un jugador se pasó de -100 o 100 (los límites de puntos para no perder el juego), tiene posibilidad de volver a jugar con o sin apuesta a través del reenganche. Continúa jugando con la mayor cantidad de puntos que otro jugador obtuvo en ésta instancia.

## Variantes del juego
- "Golpeado" es una variante creada en Perú, es de los juegos más populares en el país incaico y común en los juegos de apuestas con naipes, por lo general en los barrios y calles. Ganas el juego formando grupos, uno de 3 y otro de 4; o también mediante el enchufe que consiste en tener una carta faltante del grupo del oponente, previamente teniendo dos grupos de tres. Aquí se juega con la baraja inglesa y se juega sin puntos, es decir solo formando grupos. Además se juega sin el comodín.
- En algunas regiones de Argentina y Uruguay "chinchón" y "conga" son sinónimos completamente. Sin embargo, en otras regiones algunos entienden que son variantes del juego, siendo la "conga" cuando se juega con la baraja española de 40 naipes (sin 8, 9 ni comodines), mientras que el chinchón es cuando se juega con la baraja española completa, la de 50 naipes o cartas.